# Districtul M'daourouch
M'daourouch este un district din provincia Souk Ahras, Algeria.